# Вирава (Словакия)
Вирава (словац. Výrava) — село и одноимённая община в районе Медзилаборце Прешовского края Словакии. В письменных источниках начинает упоминаться с 1557 года.

## География
Село расположено в восточной части края, вблизи государственной границы с Польшей, на берегах реки Виравы (левый приток Лаборца), при автодороге 567. Абсолютная высота — 355 метров над уровнем моря. Площадь муниципалитета составляет 20,24 км².

## Население
| Год:                | 1994 | 2004    | 2014     | 2024    |
| ------------------- | ---- | ------- | -------- | ------- |
| Количество человек: | 157  | 156     | 188      | 186     |
| Разница:            |      | −0,63 % | +20,51 % | −1,06 % |

По данным последней официальной переписи 2021 года, численность населения Виравы составляла 189 человек.
Национальный состав населения (по данным переписи населения 2011 года):
| Национальность | Численность, человек |
| -------------- | -------------------- |
| словаки        | 84                   |
| русины         | 81                   |
| украинцы       | 2                    |
| чехи           | 1                    |
| не указана     | 4                    |

По данным переписи 2021 года, в конфессиональном составе населения преобладали православные христиане (32,8 %), греко-католики (30,7 %) и католики (13,2 %).